# Enoxolonă
Enoxolona (denumită și acid gliciretinic) este o triterpenoidă pentaciclică derivată de la beta-amirină, obținută prin hidroliza acidului glicirizic (din lemnul dulce). Este utilizată ca aromatizant și ca adjuvant în ulcerul gastric și în produse expectorante. Prezintă și proprietăți antivirale, antifungice, antiprotozoarice și antibacteriene.
Derivații săi sunt: carbenoxolonă și acetoxolonă, ambii având efect antiulceros.